# Bronsålderskollapsen

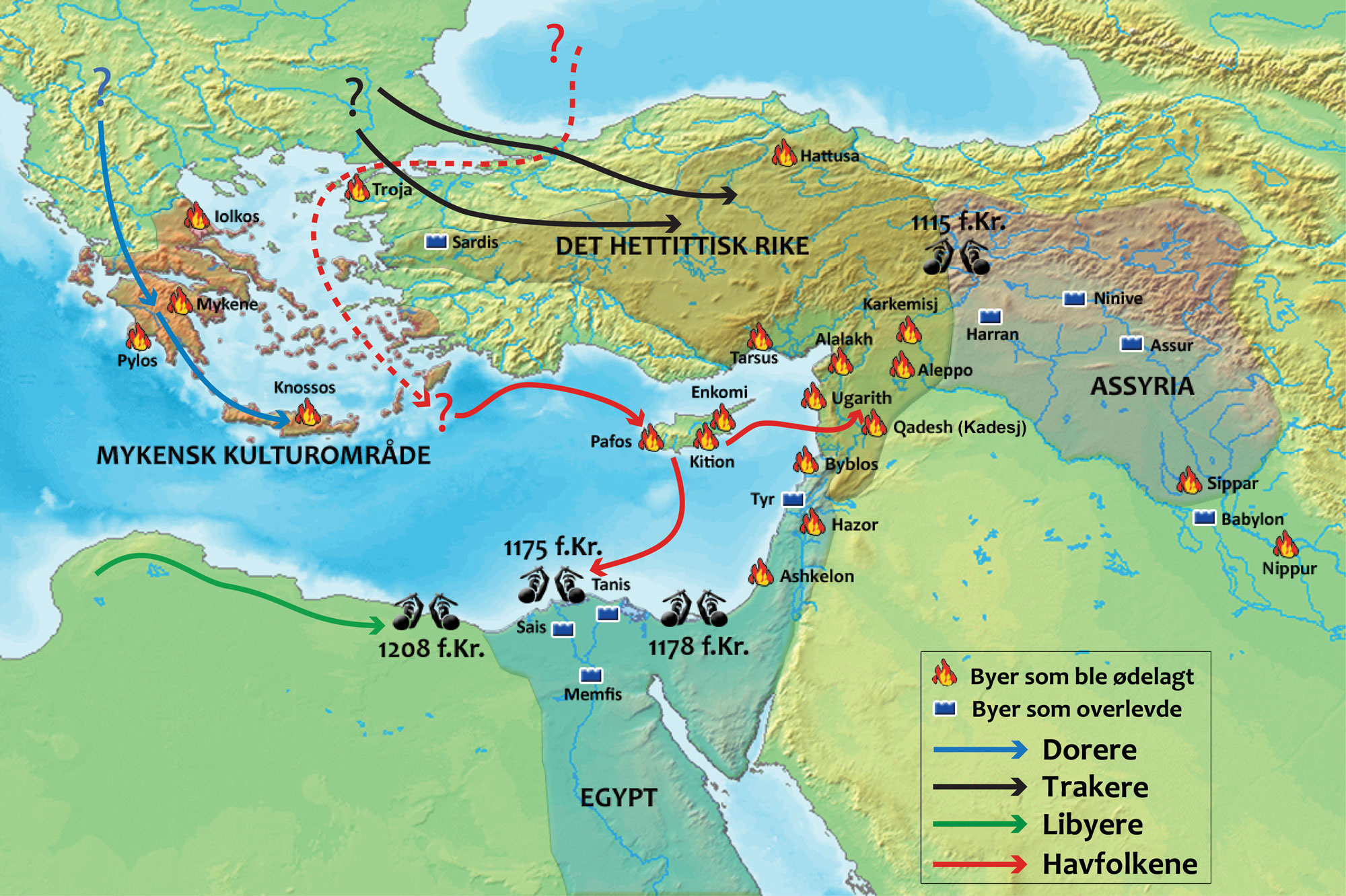
Norsk händelsekarta över östra medelhavsområdet och bördiga halvmånen kring bronsålderskollapsen.

Bronsålderskollapsen, även sena bronsålderskollapsen, kallas den västerländska övergångsperiod mellan bronsåldern och järnåldern som skedde i östra medelhavsområdet och bördiga halvmånen kring 1100-talet före Kristus vilken utmärks av att alla stora västerländska bronsålderscivilisationer föll samman eller försvagades kraftigt av diverse skäl som ej är fullt kartlagt. Ett folkslag som populärt kallats sjöfolken invaderade och plundrade kustområdena som följd av civilisationernas försvagande vilket i sin tur pådrev kollapsen. Assyrien och den mykenska kulturen (Forngrekland) förföll och blev tillbakatryckta till småriken medan det hettiska riket föll samman helt. I spillrorna följde småriken och barbariska härvälden, såsom nyhettitiska stater och arameiska småriken med mera. Det forna Egypten försvagades kraftigt och blev aldrig åter en stormakt. Ekonomin havererade och revolter slogs ned med militärmakt. Ramses XI (död 1078 f.Kr.) blev den sista inhemska egyptiska faraon på många sekel att styra ett förenat Egypten men kom under sin tid i stort sett att styras av en militärjunta under vesiren Herihor. Egypten kom sedermera att erövras av bland annat persiska riket, Alexander den store och slutligen Romarriket.

## Sammanställning
Den sena bronsålderskollapsen var en våldsam, plötslig samt kulturellt söndrande övergångsperiod mellan bronsåldern och järnåldern i östra medelhavsområdet. Under ett halvsekel (cirka 1200–1150 f.Kr.) svepte omvälvande förändringar fram. Områdena mest påverkade var Mellanöstern, Anatolien, Nordafrika, Kaukasus, Balkan och Grekland samt örikena i östra Medelhavet.
De Mykenska kungadömena i Grekland kollapsade, den Kassitiska dynastin i Babylon avsattes, det Hettitiska imperiet i Anatolien och Levanten föll samman och det Egyptiska imperiet drog sig tillbaka från Kanaan till områdena kring Nilen. Ugarit och de amoritiska stadsstaterna vid medelhavets östkust förstördes, de Luwiska rikena i västra Anatolien splittrades till småkungadömen och i Kanaan verkar det ha rått ett kaos av olika invaderande folkgrupper. I kaoset som uppstod av att så många riken föll nästan samtidigt avbröts handeln som tidigare bedrivits i Mellanöstern och nästan alla stora städer mellan Pylos i Grekland och Gaza i Kanaan brändes ned och skrivkunnigheten i områdena störtdök. Den amerikanske historiken Robert Drews skriver:
"Inom en period av 40-50 år på slutet av 1200 och början av 1100-talet f.Kr. förstördes nästan alla stora städer vid östra Medelhavet, många av dem skulle aldrig komma att återuppföras."
Endast ett fåtal stormakter överlevde kollapsen. Det Assyriska imperiet drabbades inte av kollaps förrän cirka 100 år efter händelserna vid Medelhavet och även då fortsatte de att ha kontrollen över sitt kärnland. Egypten överlevde men försvagades kraftigt av periodens stridigheter. Elam klarade sig till slutet av 1100-talet f.Kr då de besegrades av ett än en gång starkt Babylon innan det riket föll till assyrierna.
Mot slutet av övergångsperioden till järnålder hade den politiska situationen i östra Medelhavet ändrats radikalt. I Kilikien och Levantin uppstod flera mindre Syrisk-hettitiska stadsstater bestående av en blandning av hettiter och araméer, små arameiska kungadömen uppstod även i Levantin. Filistéerna kom att bosätta sig längsmed kusten i Kanaan där semiter längre inåt land formade egna kungadömen i form av Israel, Moab, Edom och Ammon. Från 935 f.Kr. hade assyrierna återhämtat sig och de började än en gång expandera sina gränser vilket ledde till det Neo-assyriska imperiet (911–605). Det imperiet kom att sträcka sig från Kaukasus till Egypten och från Cypern till Persien.
I Anatolien invandrade frygier, kimmerier och lydier och hurriterna som många århundraden tidigare erövrats av Mitanni bildade riket Urartu i områdena kring Van-sjön. I södra Kaukasus vid Svarta havets östkust uppstod riket Kolchis, bebott av det folk som senare skulle kallas georgier. I nuvarande Iran drog perser, meder, parter och sargatier västerut och de drev ut kassiterna, hurrierna och gutierna ur Zagrosbergen. Längs med Persiska vikens östra sida fortsatte dock Elam att härska och vid Kaspiska havet förblev mannaierna kvar. I Grekland togs de mykenska kungadömena över av dorierna, som senare kom att inleda antikens Grekland.
Flera förklaringar till bronsålderskollapsen har föreslagits, utan att samstämmighet om vad som faktiskt inträffade har uppnåtts. Flera faktorer i kombination kan ha lett till kollapsen. Till dessa hör klimatförändring, invasion av nya folkgrupper, effekten av den nya järntekniken, nya militära strategier och vapen, samt misslyckande att bemöta nya motgångar av de forna staternas ekonomiska, politiska och sociala system.

## Områden som förstördes

### Anatolien
Före bronsålderskollapsen dominerades Anatolien av ett flertal folkgrupper med olika etnolingvistisk bakgrund, dessa var hurriterna, kaskierna, Hattierna, assyrier/syrianerna och amoriterna. Senare invandrade även luwierna, hettiterna, mitannier och de mykenska grekerna. På 1500-talet f.Kr. hade Mitanni bildat ett eget rike där de härskade över en befolkning som till större del bestod av hurriter och på samma sätt hade hettiterna kommit att ta över de hattitiska områdena. Hettiterna kom att bli det mäktigaste riket i området med land både i Anatolien och dagens Syrien. Under 1300-talet f.Kr. besegrade och ockuperade de Mitanniriket. Under slutet av 1200-talet hade det hettitiska imperiet dock försvagats kraftigt. En serie av inre konflikter hade avlöst varandra och assyrierna hade erövrat stora delar av hettiternas syriska vasallkungadömen och områden. Hettiterna hade dessutom flera gånger misslyckats med att besegra assyrierna i strid. Dödsstöten för imperiet kom cirka 1200 f.Kr. när huvudstaden Hattusa brändes ned, förmodligen av kaskierna som levde längs med Svarta havets sydstrand och som hettiterna aldrig riktigt lyckats kuva eller besegra. Det är möjligt att kaskierna fick hjälp mot det hettitiska imperiet av de nyanlända frygierna. Efter plundringen återbefolkades aldrig Hattusa igen.
Efter hettiternas fall begav sig frygierna och kaskierna mot det Assyriska imperiet men de besegrades. Assyrierna drog sedan under 1100-talet f.Kr. in i Anatolien och kuvade de två folkslagen. Andra folkslag följde dock i Frygiernas spår. Först kom de doriska grekerna som nyligen erövrat det grekiska fastlandet och lydierna. Senare, efter själva bronsålderskollapsen, drog bland andra araméerna, kimmererna, skyterna och georgierna in i Anatolien och bosatte sig där. Det Assyriska imperiet fortsatte sin expansiva politik i området och kuvade de folkslag de kom i kontakt, med men under andra halvan av 1000-talet f.Kr. drog de sig tillbaka från Anatolien. De fortsatte dock att utföra räder mot området i syfte att skydda sina gränser och hålla handelsvägarna öppna. På sena 900-talet f.Kr. påbörjade assyrierna en ny massiv expansion in i Anatolien och stora områden ockuperades i vad som skulle komma att kallas det Neo-assyriska imperiet.
Perioden 1200-1150 f.Kr. visar att samtliga större städer i Anatolien med undantag av de städer som tillhörde assyrierna i områdets östra,södra och mellersta delar brändes ned under bronsålderskollapsen. Karaoğlan, i närheten av dagens Ankara, brändes och kropparna efter de som dödats lämnades obegravda. Troja brändes två gånger under perioden (varav en gång kan ha varit det trojanska kriget strax innan bronsålderskollapsen) och många mindre städer som inte brändes övergavs helt.
Följande är några städer i Anatolien som verkar ha totalförstörts under perioden:
- Troja
- Miletos
- Hattusa
- Mersin
- Tarhuntassa
- Karaoğlan

### Cypern
Cypern var från 1300-talet f.Kr. del av det Hettitiska imperiet dock inte genom erövring, de verkar i stort ha styrt sig själva och erkände endast nominellt hettiterkungarna som deras överherrar. Tiden av näst intill totalt självstyre tog dock slut i och med att hettiterkungen  Tudhaliya IV (1237–1209 f.Kr.) invaderade ön, antingen för att säkerställa hettiterrikets tillgång på koppar eller för att få bukt med den pirataktivitet som bedrevs från ön. Cypern verkar sedan ha härjats av sjöfolken från cirka 1230 f.Kr. och kom sedan att invaderats igen av hettiter strax innan hettiterrikets slutliga kollaps. På 1190-talet f.Kr. verkar Cypern ha utsatts för en ny våg av plundringar. Denna gång från flyende mykenska greker som även bosatte sig på ön. Under perioden 1230-1190 f.Kr. brändes Enkomi, Kition, och Sinda ned. Städerna visar tecken på att ha plundrats i två omgångar vilket lett till teorin om två plundringsvågor. Kungadömet Alashiya som låg på Cypern och som framför allt är kända genom sin handel med Egypten verkar slutligen ha fallit för sjöfolkens härjningar 1085 f.Kr. Mindre bosättningar så som Ayios Dhimitrios och Kokkinokremnos verkar ha övergetts under perioden för Alashiyas fall men visar inga tecken på plundring. I Kokkinokremnos har flera gömställen gjorda av smeder där skatter gömts hittats vilket tyder på att befolkningen aldrig återvände dit för att hämta skatterna vilket tyder på att de dödats eller förslavats. Cyperns samhällen återhämtade sig först under den tidiga järnåldern då fenicier och greker bosatte sig på ön.
Följande är några städer på Cypern som verkar ha totalförstörts under perioden:
- Palaeokastro
- Kition
- Sinda
- Enkomi

### Syrien
Syrien hade under sin historia dominerats av olika öst och nordsemitiska folkslag så som Eblaiter, Akkader, Assyrier, Ugariter och Amoriter. Under bronsåldern kallades Syrien för "Amurrus land". Mellan 1400 och 1200 f.Kr. hade Syrien blivit ett slagfält för de Hettitiska, Mitanni, Egyptiska och Assyriska imperierna i deras kamp mot varandra att kontrollera området. Mitanniriket som under 1300-talet var det mest dominanta i området föll först till hettiterna för att sedan falla till Assyrierna som erövrade det tidigare riket och mot slutet av 1200-talet f.Kr. erövrade de även stora delar av hettiternas Syriska områden. Det Egyptiska Imperiet hade efter slaget vid Kadesh (1274 f.Kr.) och det senare fredsavtalet med hettiterriket helt gett upp planerna på att erövra Syrien och i och med Assyriernas framryckning i området drog de sig tillbaka från de få områden de höll där till Kanaan. Detta gav Assyrierna fritt spelrum att snabbt lägga stora delar av området under sig. På 1100-talet började sjöfolken plundra de syriska staterna vid Medelhavskusten.
1190 f.Kr. verkar Ugarit, ett kungadöme vid Syriens Medelhavskust, ha fallit. Kungen av Ugarit skrev strax innan fallet ett meddelande till den Alashiyasiske kungen: "Fader, se, fiendens skepp kom hit, mina städer brändes. De gjorde onda dåd mot mitt land. vet ej min fader att mina trupper och stridsvagnar är i Hattis land och mina skepp i Lukka?... Därför är landet nu helt utlämnat till sig själv. Må min fader veta att de sju skepp med fiender som kom orsakade oss stor skada."
Eshuwara, guvernör av Cypern besvarar meddelandet följande: "Och gällande de fienderna. Det var ditt folk och dina skepp som gjorde detta! Det var ditt folk och dina skepp som gjorde dessa överträdelser. Jag skriver för att informera och varna dig, se upp!"
Kungen av Carchemish skickade trupper för att hjälpa Ugarit men fick motta följande meddelande innan hans trupper hann fram: "När din budbärare nådde oss hade armén förödmjukats och staden var redan plundrad. Maten i våra tröskor ha bränts och vinodlingarna blev förstörda de med. Vår stad är plundrad, Detta skall du veta! Detta skall du veta!"
På slutet av 1100-talet gjorde Babylonierna under Nebuchadnezzar I ett misslyckat försök att erövra Syrien från Assyrien. Den Assyriska kontrollen blev dock inte långvarig efter det och på 1000-talet f.Kr. drog de sig tillbaka till sitt kärnland. På 900-talet hade Assyrierna samlat ny kraft och hela Syrien erövrades av vad som skulle bli det Neo-assyriska imperiet. Under järnåldern skulle Syriens befolkning till största del bestå av araméer, fenicier och Syrio-hittiter, styrda av Assyrier från det Assyriska imperiet.
Följande är några städer i Syrien som verkar ha totalförstörts under perioden::
- Ugarit
- Tell Sukas
- Kadesh
- Qatna
- Hamath
- Alalakh
- Aleppo
- Emar

### Kanaan
Från slutet av 1300-talet f.Kr. under farao Horemheb (1319 alternativt 1306-1292 f.Kr.) hade de nomadiska Shasustammarna varit ett konstant problem och hot mot de egyptiska provinserna i Kanaan. Ramses II (1279-1213 f.Kr.) genomförde flera kampanjer mot dem och drev dem så långt som till kungadömet Moab. Där etablerade han en fästning. Efter slaget vid Kadesh tvingades Ramses II slå ned flera uppror i Kanaan vilket ytterligare härjade området fram till dess att fred slöts med hettiterna och ordning kunde återföras i området. Efter Ramses död började Shasustammarna än en gång att bli ett problem och de drog åter igen in i Kanaan. Under farao Merneptah (1213-1203 f.Kr.) rapporteras att Shasustammarna hotade handeln vid "Horusvägen" (Via Maris) norr om Kanaan och kring 1191-1189 f.Kr. plundrade de Sukkot (Deir Alla). De brände sedan Lachish som dock återintogs av den egyptiska armén som gjorde ruinerna till en garnison. Under Ramses III (1186–1155 f.Kr.) Övergavs Kanaan i stort av egyptierna och samtliga städer längs med kusten i Kanaan från Gaza och norrut brändes. Gaza, Ashdod, Ashkelon, Acre, och Jaffa brändes och var sedan övergivna i över 30 år innan de återbefolkades. Inåt land brändes Hazor, Bethel, Beit Shemesh, Eglon, Debir med flera. Flyktingar från de kollapsande kustsamhällena kan ha slagit sig samman med nomadstammar och flyktingströmmar från Syrien och Anatolien för att sedan skapa sluttningsbyarna i de Kananeiska höglandet som uppstod strax efter bronsålderskollapsen och som senare associerats med hebréerna.
Under Ramses tid som farao tilläts sjöfolken efter ett antal misslyckade anfall mot Egypten, att bosätta de nu övergivna kustområdena i Kanaan. Filistéerna (ett sjöfolk) fick bosätta sig längsmed Kanaans kust från Gaza till Joppa, Denyenfolket (flyktingar från det forna hettitiska riket) fick bosätta sig från Joppa till Acre och Tjekkerfolket (ett sjöfolk) fick bosätta sig i Acre. Till en början var de vasallkungadömen till egyptierna men de gjorde sig snabbt självständiga. Kanaan kom under 900-talet att falla till det Neo-assyriska imperiet.
Följande är några städer i Kanaan som verkar ha totalförstörts under perioden:
- Hazor
- Akko
- Megiddo
- Sukkot
- Bethel
- Beth Shemesh
- Lachish
- Ashdod
- Ashkelon

### Grekland
Ingen av de mykenska städerna på Grekland klarade sig ur bronsålderskollapsen möjligen med undantag av Atens akropolis.  Stridigheterna och plundringarna verkar ha varit fokuserade mot palats och fästningar varav Thebe verkar vara en av de städer som tidigast anfallits då palatset där visar tecken på att vid flera tillfällen ha plundrats mellan 1300 och 1200-talet f.Kr. innan staden slutligen brändes ned helt. Vid andra städer är det mindre tydligt vad som orsakade deras fall. Atenarna verkar till exempel först ha bättrat på sina befästningar men sedan övergavs staden nästan helt. Staden i sig visar inga tecken på att ha utsatts för härjningar. Nancy Demand föreslår att det inte var enbart krig som drabbade mykenska Grekland under bronsålderskollapsen och föreslår att det var torka som kan ha lett till att Aten övergavs.
På Peloponnesos verkar 90 procent av byarna ha övergivits under 1100-talet f.Kr. Än en gång är det oklart varför byarna övergavs. Staden Mykene verkar ha drabbats av en jordbävning 1250 f.Kr. men byggdes sedan upp igen och blev slutligen nedbränd 1190 f.Kr. Robert Drews föreslår att detta tyder på att Mykene liksom Thebe utsatts för ett anfall men den amerikanske historikern Eric Cline menar att det saknas arkeologiska bevis för ett anfall mot staden och att orsaken till branden därmed är att anses som okänd. Tiryn verkar 1200 f.Kr. även dem ha drabbats av en jordbävning. Staden började återuppföras men övergavs sedan nästan helt. Även om jordbävningar använts för att förklara städernas fall menar Guy Middleton att de inte kan förklara det mykenska samhällets kollaps. Nancy Demand lägger fram teorin om att anledningen till den mykenska kulturens kollaps på Peloponnesos än en gång var klimatrelaterat. En torka och brist på mat i närområdet samt att matförråden i palatsen tog slut skulle kunna vara anledningen till att städerna övergavs och brändes ned. Spyros Iakovidis håller med om Nancy Demands teori och pekar på att det inte finns bevis för att den mykenska kulturen på Peloponnesos gick ett våldsamt slut till mötes.
Staden Pylos ger lite mer fakta till vad som ledde till att staden ödelades 1180 f.Kr. Skrifter från staden tyder på att de förberett sig på ett anfall från havet då de diskuterar placeringen av "vakter vid kusten" vilket skulle kunna innebära att sjöfolken var involverade i stadens fall. Eric Cline menar dock att det inte finns några bevis för att sjöfolken skall ha varit inblandade i Pylos förgörelse. Detta då källorna inte nämner vad som vaktas mot eller varför vakterna placeras vid kusten. Nancy Demand menar dock att ett hot från havet sannolikt spelade in i Pylos fall. Om inte direkt så bör det i alla fall ha stört deras handel och kanske därmed deras matimport.
Bronsålderskollapsen markerar början av Greklands "mörka tidsålder" som varade i 400 år tills 700-talet f.Kr. och uppståndelsen av den Arkaiska tidsåldern. Städer som Aten verkar ha varit fortsatt bebott under perioden dock med ett mindre antal invånare. De grekiska städerna verkar även ha fokuserat mer på sina närområden efter bronsålderskollapsen och arkeologin visar att handeln minskade kraftigt och samhällena i sig verkar ha varit fattigare. Kring och eller efter bronsålderskollapsen verkar den mykenska befolkningen i Grekland till stor del ha bytts ut mot Dorier som kom från Makedonien.
Följande är några städer i Grekland samt dess övärld som verkar ha totalförstörts under perioden:
- Teichos Dymaion
- Pylos
- Nichoria
- Menelaion
- Tiryns
- Mykene
- Thebe
- Lefkandi
- Iolkos
- Knossos
- Kydonia

## Områden som överlevde
Vissa områden klarade sig igenom bronsålderskollapsen utan att deras städer brändes och befolkningen där tvingades fly.

### Mesopotamien
Det mellersta Assyriska imperiet hade vid bronsålderskollapsens början nått sin zenit. De hade erövrat de forna mitanniska riket och hade dessutom tagit stora delar av det hettitiska riket, både i Syrien och i Anatolien. Vid kollapsens början var de det mäktigaste riket i Mellanöstern och inte ens egyptierna ville ge sig in i strid med dem. 1190 f.Kr. kontrollerade Assyrien ett imperium som sträckte sig från Kaukasus i norr till Arabiska halvön i söder och från dagens Iran i öst till Cypern i väst (Alashiya hade blivit deras vasallkungadöme). På 1100-talet f.Kr. började Assyriens Anatoliska vasaller utsättas för anfall från ett folk som assyrierna kallade för Mushki (Möjligen frygier) samtidigt anfölls vasallkungadömena i Syrien av Araméer. Kung Tiglath-Pileser I (1114–1076 f.Kr) lyckades dock besegra båda folkslagen och inlemmade dem i sitt stora rike.
Med Frygierna och Araméerna kuvade mötte inte assyrierna samma hot från sjöfolken som Egypten och småkungadömena längsmed Medelhavets östkust gjorde. Istället fortsatte de att expandera och de lyckades till slut erövra de feniciska stadsstaterna och hade därmed nått Medelhavskusten. När kung Ashur-bel-kala dog år 1056 f.Kr. drog sig Assyrierna dock tillbaka till sitt hemland. De övergav samtliga erövrade områden och kom istället att kontrollera områdena i dagens norra Irak, nordöstra Syrien, nordvästra Irans yttersta områden och sydöstra Turkiet. I dessa områden bibehöll assyrierna en stark kungamakt uppbackad av tidens då bästa armé och en effektiv administration. Assyrierna lyckades försvara sig mot alla anfall mot deras rike och de assyriska källorna från perioden är många och utan avbrott. Assyrien klarade därmed av bronsålderskollapsen utan större skada och deras armé fortsatte att utföra kampanjer i alla väderstreck både för att säkra sina gränser och slå ut möjliga framtida hot.
Babylon var dock en annan historia. Den kassitiska kungadynastin hade fallit 1155 f.Kr. i och med Elams invasion av Babylon, försvagade av flera års räder utförda av Araméer och Sutéer. Elamiterna drevs sedan tillbaka av Marduk-kabit-ahheshu och Babylon var nu åter i händerna på en inhemsk Sumerisk/Akkadisk dynasti. Kung Nebuchadnezzar I kom att göra ett försök att återställa Babylons forna storhetstid och han invaderade Elam och plundrade Susa. Efter det vände han mot de Assyriska provinserna i Syrien men han besegrades dock. 1072 f.Kr. tvingades Babylonierna skriva ett fredsavtal med assyrierna och Babylon blev deras vasallstat men på 1050-talet f.Kr. drog sig assyrierna tillbaka till sitt kärnland och Babylonien var än en gång ett fritt rike. Dock hade riket nu stora problem. En kontinuerlig invandring av Araméer, Sultéer och Kaldéer. Araméerna hade bosatt sig i landsbygden kring östra och centrala Babylon och Sutéerna i den västra öknen. Det fanns inget de babyloniska kungarna kunde göra åt dessa nya folkgrupper. 1026 f.Kr. plundrades staden Babylon av Araméer och totalt kaos drabbade riket. Under 20 år fanns det ingen kung av Babylon och assyrierna erövrade 1018 f.Kr. rikets norra delar. I söder reste sig en kassitisk stam under Simbar-shipak som slutligen intog Babylon innan staden erövrades av en annan Kassitisk stam. Efter dem kom en ny elamitisk invasion som lyckades erövra Babylon innan staden åter igen plundrades av Araméer och elamiterna drog sig tillbaka. Slutligen 977 f.Kr. tog Araméer och Sutéer under Nabû-mukin-apli över staden och de enade riket igen. Dock var Babylonien nu väldigt försvagat och de bytte ständigt händer som vasallstat till både Elam och Assyrien som båda erövrat delar av det forna riket.

### Egypten
Det egyptiska imperiet överlevde själva bronsålderskollapsen men inte utan stora förluster. Merneptah Stelen berättar om hur landet under bronsålderskollapsen utsattes för anfall av Putrianfolket från Libyen vilket tvingade Ramses III att genomföra en kampanj i området. Efter det följde ett anfall av sjöfolken Ekwesh, Shekelesh, Lukka, Sherden och Teresh och sedan ett uppror i Kanaan involverande städerna Ashkelon, Yenoam och lokalbefolkningen i de kringliggande områdena. Slutligen skedde ett nytt anfall av sjöfolk innehållande Peleseter, Tjeker, Sherdenfolket and Denyenfolket vilket resulterade "slaget vid deltan" och "slaget vid Djahy". Samtliga krig resulterade i seger för Ramses och det egyptiska imperiet men riket började nu bli bankrutt av alla krig. Men tack vare att de spenderat så mycket på sin armé samt på olika kampanjer i sitt närliggande område höll sig Egypten stabilt under själva bronsålderskollapsen. Ramses lät mot slutet av sin tid som konung nedskriva följande på ett sändebud till Syrien "Mitt svärd är lika stort och mäktigt som Montus, inget land står fast framför mina vapen. Jag är en kung som finner nöje i slakten och i mitt rike råder fred".
Egypten skulle dock inte stå länge efter Ramses död. Under Ramses IV (1145 till 1137 f.Kr) uppstod inre stridigheter i riket mellan honom och hans bröder om vem som skulle härska som farao. På detta drabbades Egypten av torka, svält, uppror och utbredd korruption. De Egyptiska faraonerna förlorade sakta sin makt tills  Ramesses XI:s tid då övre Egypten lämnade riket under Amunprästerna i Thebe. Övre Egypten styrdes sedan av dem tills det blev en del av det Nubiska riket medan nedre Egypten förvandlades till en grupp småstater.

## Påverkan
Den amerikanske historikern Robert Drews beskriver Bronsålderskollapsen som " Den värsta katastrofen i antikens historia, till och med värre än Västroms fall." I kulturerna runt medelhavet trädde efter bronsålderskollapsen historier om en svunnen gyllne tidsålder fram. Den grekiske poeten Hesiodos (750–650 f.Kr.) skriver till exempel om en tid av Guld, silver och brons som skiljde sig från det grymma järnets tid, en tid av hjältar. Rodney Castledon föreslår att det var bronsålderskollapsen som influerade Platons berättelser om den förlorade staden Atlantis.

## Anledningar
Flera teorier om anledningen till bronsålderskollapsen har lagts fram och många forskare menar att det var en samverkan av dessa anledningar som ledde till kollapsen.

### Miljö

#### Vulkaner
Vissa Egyptologer har daterat den isländska vulkanen Heklas utbrott till 1159 f.Kr. och menar att det var det utbrottet som ledde till torka och svält i Egypten vilket slutligen fick det riket att falla.

#### Torka
En av anledningarna till bronsålderskollapsen tros kunna vara torka och det finns vissa saker som tyder på detta. Kring Medelhavet verkar skogsområdena ha "dragit sig tillbaka" och samtidig visar perioden kring bronsålderskollapsen på stora folkvandringar. Döda havets vattennivå sjönk under perioden med över 50 meter vilket tyder på att de kringliggande bergen måste ha fått väldigt lite regn. Samtidigt verkar även Nilen ha drabbats av torka och inte svämmat över så som den brukade göra vilket bör ha lett till brist på mat i området och därmed ett kraftigt fall i egyptisk matexport till närliggande riken.
Forskning från Grekland, Turkiet och Mellanöstern visar att den torka som drabbade östra Medelhavet 1972 e.Kr. om den hänt vid bronsålderskollapsen skulle ha drabbat samtliga riken som berördes av kollapsen. Detta visar att en sådan torka är möjlig. En teori är även att vinterstormarna över Atlanten nu avvek från sina tidigare riktningar vilket ledde till att Europa fick ett fuktigare klimat medan Medelhavet drabbades av torka. Många forskare håller med om att torka, om än inte orsaken till bronsålderskollapsen onekligen skulle ha påskyndat samhällenas förfall.

### Mänskliga faktorer

#### Järnsmidets uppkomst
Bronsålderskollapsen kan ha kommit av att järnsmidet började sprida sig till området. Järnsmide uppkom troligtvis i dagens Bulgarien och Rumänien kring 1200-1100-talet f.Kr. Leonard R. Palmer föreslår att järnet, som var lättare att göra vapen av samt hållbarare än bronset dessutom var mer frekvent förekommande som naturresurs. Därför kunde folkslag med tillgång till järnsmide utrusta fler krigare med järnvapen än vad bronsåldersstaterna kunde göra med bronsvapen vilket ledde till att järnkulturerna helt enkelt kunde leda fler trupper i fält än de bronsanvändande och till stor del stridsvagnscentrerade Medelhavsstaterna.

#### Ändringar i krigföring
Robert Drews menar att det är nu samhällen började använda sig av massiva infanteriarméer och menar att utvecklingar inom vapen och rustningstillverkning ledde till massproduktion av dessa. Utöver det verkar bronssvärdet, ett vapen som kunde användas både till att hugga och sticka, och kastspjutet ha blivit mer vanligt under denna tid. De nya massproducerade vapnen ledde till stora grupper av rörliga infanterisoldater som med lätthet kunde övermanna och besegra de stridsvagnar som användes av kulturerna kring östra Medelhavet. Detta skulle då ha lett till kollapsen då plundrare nu kunde besegra arméer samt inta och bränna större städer.

#### Systemkollaps
Flera olika faktorer ledde till en total kollaps av de forna rikenas samhällsstruktur. En växande befolkning i kombination med jordurartning, torka, massproduktion av bronsvapen och ny järnteknologi kan ha lett till att tillgången på vapen kontra odlingsbart land blev ohållbart för de traditionella samhällenas krigararistokrati. Detta ledde till att samhällen som var mer sårbara för inre oroligheter och mindre flexibla kollapsade.
Carol Thomas och Craig Conant menar att den växande komplexiteten och ökande specialiseringen hos bronsåldersrikena gjorde dess samhällen för invecklade för att snabbt återuppbygga. Detta kan förklara varför de forna staterna kring Medelhavet inte återhämtade sig från sina motgångar. De stora bristerna i de riken som kollapsade under eller strax efter bronsålderskollapsen var enligt Thomas och Conant deras centralisering, specialisering av arbetskraften, komplexa samhällssystem samt deras svårändrade politiska system. Dessa brister kom att bli uppenbara vid händelser så som sociopolitiska händelser (Uppror eller legoknektar som överger riket), kollapsande diplomati, demografiska kriser (Överbefolkning i framförallt städerna) och krig mellan stater. Andra anledningar som kan ha bidragit till kollapsen var enligt Thomas och Conant ökad pirataktivitet i Medelhavet vilket avbröt handeln, torka, svält och den Doriska migrationen in i Grekland.